# فخري الفخري
فخري جميل الفخري هو مهندس مدني وسياسي عراقي، ولد في الموصل سنة 1908 وتوفي سنة 1995. وكان يوصف بأنه أحد التنويرين الذي عنوا بتحديث العراق في النصف الأول من القرن العشرين.
ينتمي إلى آل الفخري، وهي أسرة برزت منها شخصيات علمية ودينية وإدارية كثيرة وتولت نقابة الأشراف في الموصل) مدة طويلة بلغت نحو تسعة قرون.
كان والده جميل الفخري قد تدرج في العهد العثماني من باش كاتب في المحكمة حتى صار رئيسا لمحكمة الاستئناف، وفي العهد الملكي في العراق كان عضوا في مجلس البلدية ونائبا عن الموصل في مجلس النواب العراقي.

## سيرته
ولد فخري الفخري في محلة جامع جمشيد سنة 1908، والتحق بالكتاب الذي كان يتخذ من مسجد المكاوي مقرا له، ثم اكمل دراسته الأولية في مدرستي «رهبرترقي وشمس المعارف».
وفي سنة 1921 دخل المدرسة الإسلامية في الجامع الكبير، وبعد تخرجه التحق بالمدرسة الثانوية وتخرج منها سنة 1926.
انضم إلى بعثة وزارة المعارف سنة 1926 لمواصلة الدراسة في الجامعة الأمريكية في بيروت وتخصص بالهندسة المدنية، وكان واحدا من بين أربعة أوائل هم علي حيدر سليمان وعبد الله بكر وفؤاد الأنكرلي، أرسلتهم الحكومة لأول مرة في بعثة دراسية إلى الجامعة الأمريكية في بيروت.
وفي سنة 1928 سافر إلى بريطانيا ليكمل دراسته في جامعة برمنغهام وحصل على البكالوريوس في الهندسة المدنية سنة 1932. وبعد ذلك عاد إلى العراق وعين في مديرية الأشغال العامة. وكان واحدا من 16 مهندسا يعملون في أنحاء العراق.
ساهم في تأسيـس جمعية المهندسين العراقيين سنة 1938، وانتخب أول رئيس لها واستمر في ذلك حتى 19 نيسان 1951.
وفي 13 كانون الأول 1947، أصبح مديرا عاما للأشغال، ثم اختاره أرشد العمري في 29 نيسان 1954 ليكون وزيرا للمواصلات والأشغال العامة في وزارته الثانية. وبعد استقالة الوزارة عين أمينا للعاصمة بغداد في 9 حزيران 1954 واستمر في منصبه حتى ثورة 14 تموز 1958، وبعد الثورة اعتقل لمدة قصيرة وجرى التحقيق معه وسرعان ما أطلق سراحه وأحيل على التقاعد.
كان له دور في درء الخطر فيضان 1954، ووضع التصميم الاساسي لمدينة بغداد، وإنشاء شارع الجمهورية.
تفرغ بعد تقاعده لعمل في مكتب استشاري هندسي، وتوفي سنة 1995.

## مؤلفاته
- «مذكرات فخري الفخري، 1908-1995: الوزير وأمين العاصمة في العهد الملكي»، أعدها وقدم لها وعلق عليها الأستاذ الدكتور عماد عبد السلام رؤوف ونشرت في بغداد سنة 2001.[5][6]

## روابط خارجية
- لقاء مع امين العاصمة في الخمسسينيات فخري الفخري، منقول عن صحيفة ( الاتحاد ) سنة 1987